# Jean Pougny

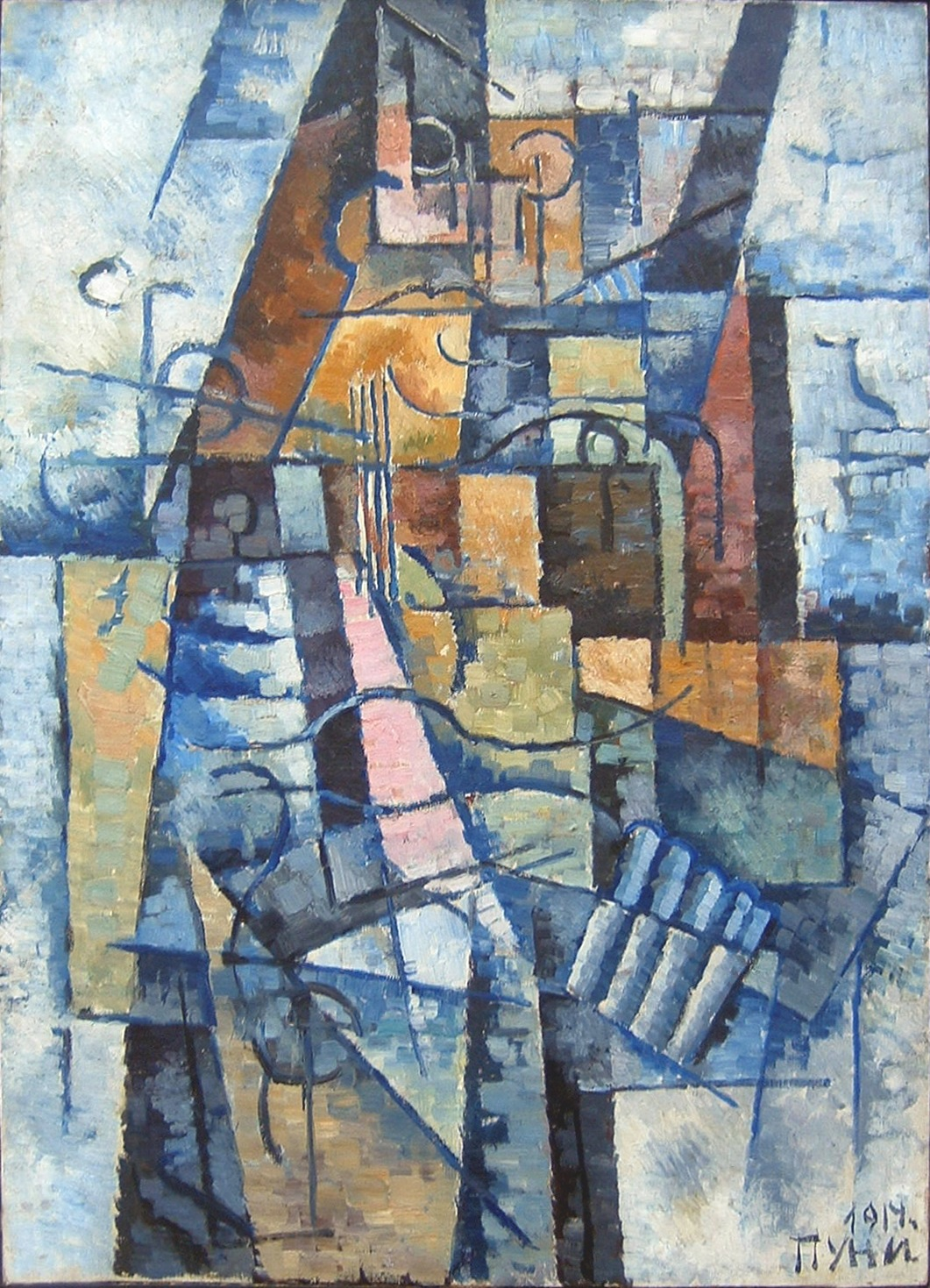
Portret żony artysty 1914

Jean Pougny, ros. Иван (Жан) Альбертович Пуни, Iwan (Jean) Albertowicz Puni, właśc. Giovanni Pugni (ur. 4 marca 1892 w Kuokkala, zm. 28 grudnia 1956 w Paryżu) – malarz francuski pochodzenia rosyjskiego.

## Życiorys
Urodził się we włoskiej rodzinie osiadłej w Rosji. Jego ojciec Alberto Pugni był wiolonczelistą w orkiestrze Teatru Maryjskiego, dziadek Cesare Pugni włoskim kompozytorem baletowym.
W latach 1912–1913 studiował malarstwo w Paryżu, m.in. w Académie Julian, po czym powrócił do Petersburga. Ożenił się z malarką Ksenią Bogusławską, wraz z nią zorganizował wystawę malarstwa awangardowego 0,10, na której Kazimierz Malewicz wystawił swój suprematyczny Czarny Kwadrat.
W latach 1915–1916 był członkiem założonej przez Malewicza grupy Supremus.
Wraz z Bogusławską, Malewiczem i Iwanem Kljunem ogłosił Manifest o punkcie zerowym malarstwa. Po zwycięstwie rewolucji październikowej został wykładowcą uczelni artystycznej w Witebsku, kierowanej przez Marca Chagalla.
W 1920 zamieszkał w Berlinie, a w 1924 w Paryżu, gdzie przyjął francuską pisownię swojego nazwiska. W 1946 przyjął obywatelstwo francuskie.